# ۵۷۶ (خورشیدی)
۵۷۶ پانصد و هفتاد و ششمین سال هجری خورشیدی است.